# Łunochod 1

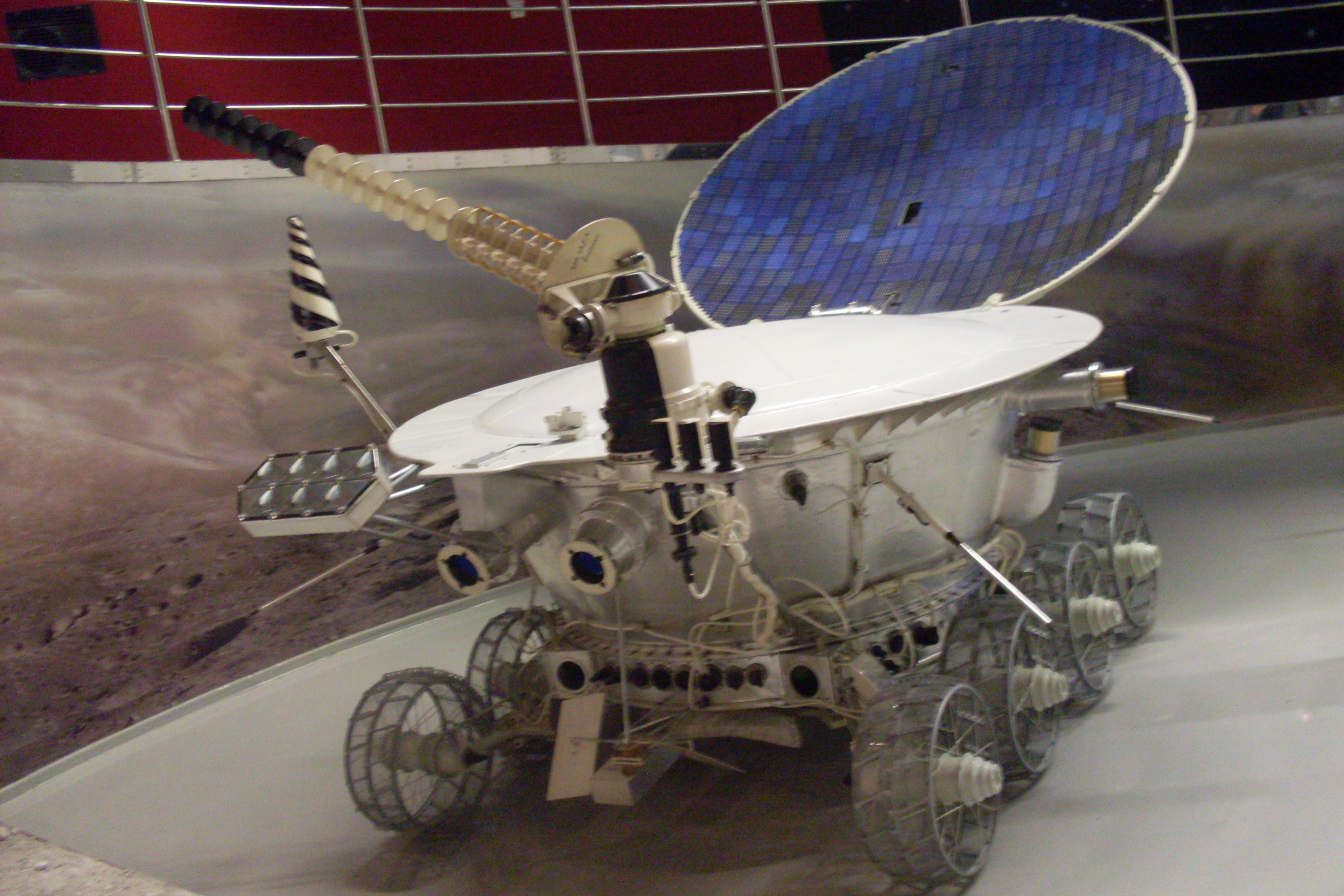
Makieta Łunochoda 1 w muzeum w Moskwie

Łunochod 1 (ros. Луноход, czyli chodzący po księżycu), (indeks COSPAR 1970-095D) – pierwszy z dwóch bezzałogowych, sterowanych z Ziemi łazików radzieckich przeznaczonych do badań Księżyca. Został dostarczony na Księżyc w ramach misji Łuna 17 17 listopada 1970. Łuna 17 wystartowała z Ziemi 10 listopada, wylądowała w większym, starym kraterze, około 38 km na zachód od krateru Caroline Herschel V, niedaleko przylądka Heraklidesa.

## Budowa i wyposażenie
Aparatura naukowa pojazdu mieściła się w próżnioszczelnym pojemniku (ze względu na surowe warunki panujące na powierzchni Księżyca) przypominającym kształtem odwrócony podstawą do góry stożek ścięty. Wewnątrz znajdował się komputer pokładowy oraz sterowniki zewnętrznych urządzeń pomiarowych, w tym koparki, wiertarki, anten kierunkowych, dwóch spektrometrów, detektora promieni X, astrofotometru (do pomiarów promieni ultrafioletowych), magnetometru, radiometru, lustra odbijającego promienie lasera i kamer: trzech wąskokątnych umieszczonych z przodu pojazdu i jednej szerokokątnej umieszczonej z boku. Dwie przednie kamery i kamera boczna służyły do uzyskiwania zdjęć panoramicznych, czwarta – ostatnia z kamer służyła wyłącznie do nawigacji. Kamery panoramiczne umożliwiały uzyskiwanie zdjęć stereoskopowych. Na czas działalności pojazdu w czasie dnia księżycowego otwierano pokrywę komory. Na wewnętrznej ścianie pokrywy znajdowały się panele baterii słonecznych, które dostarczały zasilanie pojazdowi (ładowały baterie akumulatorów podczas dnia księżycowego).
Łunochod 1 był obsługiwany w czasie rzeczywistym przez pięcioosobową ekipę naziemną. Bezpośrednie rozkazy z Ziemi łazik otrzymywał poprzez antenę w kształcie stożka.
Każde z ośmiu kół pojazdu było niezależnie napędzane, posiadało własne zawieszenie oraz układ hamulcowy. Obrzeża wykonano z szerokiej obręczy pokrytej siatką metalową i zaopatrzone w ukośne, wystające żeberka z tytanu. Średnica kół wynosiła 51 cm. Dziewiąte koło – umieszczone z tyłu pojazdu – służyło nie do poruszania, a do precyzyjnych pomiarów przebytej drogi, a także do badania pewnych właściwości mechanicznych gruntu księżycowego. W przypadku awarii któregoś z kół można je było odstrzelić, po czym pojazd mógł kontynuować swą wędrówkę. Pojazd mógł poruszać się z prędkością 1 oraz 2 km/godz., miał 4 biegi, 2 przednie i 2 wsteczne. Przednie koła pojazdu miały tarcze hamulcowe elektromagnetyczne. Pojazd był zdolny do pokonywania stoków o nachyleniu ponad 45° (na gruncie o dużym współczynniku tarcia). Został wyposażony w układy automatyczne, wykonujące nieustannie pomiary kąta pochylenia, oraz obciążenia kół. Gdy wartości zmierzone przekraczały wartości uznane za dopuszczalne, następowało samoczynne zatrzymanie Łunochoda. Skręty dokonywane były za pomocą zróżnicowania prędkości obrotów kół znajdujących się po przeciwnych stronach pojazdu, dzięki czemu pojazd mógł wykonywać nawet obroty w miejscu. Lądownik wraz z łazikiem miał masę 1814 kg, a sam łazik 840 kg. Pojazd Łunochod miał wysokość 135 cm, długość 170 cm i szerokość 160 cm. Pracował tylko w czasie dni księżycowych – niektóre pomiary fizyczne, takie jak badanie kosmicznych źródeł promieniowania rentgenowskiego, kontynuowano także w nocy. Przed nadejściem nocy pokrywa pojazdu była zamykana, a wnętrze było ogrzewane ciepłem wydzielanym przez rozpad izotopu promieniotwórczego, który był umieszczony w specjalnym pojemniku, przymocowanym z tyłu na zewnątrz pojazdu. Ciepło było rozprowadzane za pośrednictwem gazu krążącego w układzie rur grzejnych.

## Rezultaty misji
Łunochod 1 działał sprawnie w ciągu dziewięciu dni księżycowych, tj. do 17 lipca 1971. Aparatura przestała funkcjonować w czasie jedenastej nocy księżycowej, na skutek nadmiernego oziębienia układów. Ostateczne zakończenie pracy aparatury nastąpiło 4 października 1971. Czynny pozostał jedynie reflektor promieni laserowych (umieszczony na podstawie porozumienia francusko-radzieckiego). W tym okresie przejechał 10 540 m, umożliwił szczegółowe zbadanie powierzchni Księżyca na obszarze 80 000 m². Jego aparatura wykonała 206 zdjęć panoramicznych i około 20 000 zdjęć wąskokątnych. Wykonał też blisko 500 pomiarów twardości gruntu oraz 25 jego chemicznych analiz metodą spektroskopii rentgenowskiej. Przeprowadzono również badania kosmicznego promieniowania rentgenowskiego w warunkach całkowitego braku atmosfery.
Wysyłane z Ziemi promienie laserowe po odbiciu się od reflektora były odbierane w dwóch obserwatoriach astronomicznych: Krymskim Obserwatorium Astrofizycznym w Naucznym oraz Obserwatorium na szczycie Pic du Midi we francuskich Pirenejach.
Pojazd był zaprojektowany, by działać w środowisku księżycowym do trzech ziemskich miesięcy (czyli trzech dni księżycowych), działał natomiast przeszło trzy razy dłużej.